# Dolno Draglisjte
Dolno Draglisjte (bulgariska: Долно Драглище) är ett distrikt i Bulgarien.   Det ligger i kommunen Obsjtina Razlog och regionen Blagoevgrad, i den sydvästra delen av landet, 90 km söder om huvudstaden Sofia.
Trakten runt Dolno Draglisjte består till största delen av jordbruksmark. Runt Dolno Draglisjte är det ganska glesbefolkat, med 43 invånare per kvadratkilometer.